# Sakura Momo
Sakura Momo (桜空 もも (Anh-Không Đào) sinh ngày 3 tháng 12 năm 1996) là một nữ diễn viên khiêu dâm kiêm thần tượng áo tắm người Nhật Bản. Cô hiện là nghệ sĩ trực thuộc công ty T-Powers.

## Sự nghiệp
Cô sinh ra tại Akita. Tháng 5/2017, cô ra mắt ngành phim khiêu dâm với tư cách là nữ diễn viên độc quyền của Idea Pocket.
Vào năm 17 tuổi, cô chuyển đến Tokyo với mục đích trở thành ca sĩ nhưng vì cô có hứng thú về các công việc cần cởi quần áo và được một người bạn khen ngợi cơ thể, cô đã gia nhập công ti "Nori" và trở thành thần tượng áo tắm. Sau đó, cô được gợi ý để xuất hiện trong phim khiêu dâm và cô có hứng thú về phim khiêu dâm, nên cô sẵn sàng đồng ý để đóng phim.
Tháng 5/2018, cô nhận giải Nữ diễn viên mới xuất sắc nhất tại Giải thưởng phim người lớn DMM 2018.
Tháng 12/2020, cô xếp thứ 25 trong bảng "FLASH 2020 BEST100 diễn viên đang hoạt động gợi cảm nhất" được bầu chọn bởi độc giả.
Tháng 8/2021, cô xếp thứ 15 trong "Bảng xếp hạng FLASH 2021 diễn viên nữ gợi cảm chọn bởi 300 độc giả".
Năm 2021, phim của cô "Lệnh cấm SEX chảy tràn tinh dịch đã được loại bỏ" (中出しSEX解禁) của Idea Pocket được giới thiệu trong mục phim khiêu dâm bán chạy nhất trong tạp chí Playboy hàng tuần. Cô đứng thứ 25 trong bảng xếp hạng nữ diễn viên gợi cảm năm 2021 của tạp chí Kobunsha FLASH.
Tháng 5/2022, cô xếp thứ 26 trong bảng "bầu cử nữ diễn viên phim khiêu dâm SEXY đang hoạt động 2022" của Asahi Geino.
Trong tuần ngày 9/1/2023, phim của cô "Thần tượng áo tắm ngực lớn trong phòng đối diện đã khoe bộ ngực lớn và áo tắm để quyến rũ bạn! Tôi đã phải xuất ra liên tục do hông tôi đã không nghe lời Sakura Momo" (向かいの部屋のめちゃシコ巨乳グラビアアイドル ぷりんぷりんのオッパイとモロ見え水着で見せつけ誘惑！スケベ過ぎる腰使いに何度も中出ししちゃったボク 桜空もも) đã xếp thứ nhất trên bảng xếp hạng sàn bán hàng qua bưu điện của FANZA.
Tháng 5/2023, cô xếp thứ 8 trong bảng "bầu cử nữ diễn viên phim khiêu dâm SEXY đang hoạt động 2023" của Asahi Geinō.
26/7/2023, cô đã xuất hiện tại sự kiện trực tiếp tài trợ bởi Milky Pop Generation "Hãy gặp nhau trên mặt trăng vol.78" được tổ chức tại Sangenjaya Grapefruit Moon ở Tokyo. Cô đã hát bài Hana ni Bōrei của Yorushika, Anata no Koibito ni Naritai no Desu của Abe Mao và PRIDE của Imai Miki.
Tháng 8/2023, phim phát hành giới hạn của cô từ tháng 5 "Nữ diễn viên IP Sakura Momo Natupoke REC Hamedori bản giới hạn" (配信限定 ナチュポケ REC ハメ撮り 桜空もも IP女優のありのまま解禁) đã trở thành phim bán chạy nhất nửa đầu năm 2023 của Idea Pocket.
Phim của cô " <<Góc trải nghiệm Player>> Bắn ra không giới hạn, cô gái "Momo Sakura" có một không hai, quan hệ tình dục trực tuyến ngay lập tức, chảy tràn tinh dịch cùng xà phòng liên tục 14 lần bắn!?" (≪プレイヤー体感アングル≫ 発射無制限 独占「桜空もも」嬢 ヴァーチャル即尺即ハメ 生中出し連発ソープ 発射14発！？) đã vươn lên xếp thứ 5 ngay khi vùa phát hành trên bảng xếp hạng sàn bán hàng qua bưu điện của FANZA trong tuần ngày 14/10/2023.
11/12/2023, buổi diễn độc tấu của cô "Hãy gặp nhau trên mặt trăng #84 Sakura Momo" được tổ chức tại Sangenjaya Grapefruit Moon ở Tokyo, trong đó cô sẽ biểu diễn các bài Connect của ClariS, Harudorobō của Yorushika và Cherry của Spitz.
Phim của cô từ tháng 5 "BEAUTY VENUS VIII" đã vươn lên xếp thứ 1 trên bảng xếp hạng sàn bán hàng qua bưu điện của FANZA trong tuần ngày 18/12.

## Đời tư
Sở thích và điều cô làm khi thư giãn là ca hát, và như đã viết ở trên, cô đã có mục tiêu trở thành ca sĩ chuyên nghiệp, nên cô đôi khi được ca ngợi là có "tài năng ca hát gây sốc". Và mặc dù không vào ngành ca hát, cô có tự sáng tác một bài hát với tên "Spotlight".
Ngoài ra, cô không giỏi diễn xuất, và trong một cuộc phỏng vấn năm 2022 về một bộ phim phụ gây tranh cãi so với phim chính thức, cô nói "Tôi rất xin lỗi về điều đó. Tôi muốn quay phim lại một lần nữa."
Cô đã chia sẻ công khai rằng cô muốn tập trung trong vào việc và cô đã giao phần lớn hoạt động trên mạng xã hội của cô cho cơ quan chủ quản để tách biệt với cuộc sống riêng tư của cô.
Bạn thân của cô Amami Tsubasa đã miêu tả tính cách của cô là "tích cực".
Nhà văn Shibata Kazu đã nói về cô rằng "Bộ ngực mềm mại Cup G của cô rất tuyệt, tuy nhiên điểm nhấn lại chính là vòng eo 55cm. Khi cô ấy khom người đứng bằng hai chân hai tay, đường nét cơ thể cửa cô là một trong những dáng đẹp nhất trong thế giới phim khiêu dâm".